# Seregno
Seregno (Serègn in dialetto brianzolo, AFI: [seˈrɛɲ]) è un comune italiano di 44 997 abitanti della provincia di Monza e della Brianza in Lombardia, situato nella bassa Brianza.

## Geografia fisica

### Posizione geografica
Seregno si trova nella parte meridionale della Brianza, nell'alta pianura lombarda (quota 222 m s.l.m.) a breve distanza dalle prime colline moreniche e pianalti brianzoli (che si ritrovano nei territori dei comuni confinanti di Albiate, Cabiate, Carate Brianza, Cesano Maderno, Desio, Giussano, Meda, Lissone, Mariano Comense e Seveso) e in vista delle Prealpi lombarde (Grigna, Grignetta e Resegone).

### Territorio
Il territorio comunale è interamente pianeggiante e intensamente urbanizzato, con l'eccezione di alcune aree periferiche sottoposte a vincolo (Parco GruBrìa); le aree edificate della città si estendono in molti casi fino ai limiti comunali, formando un continuum urbano con i Comuni limitrofi quali Cesano Maderno, Desio, Giussano, Lissone, Meda e Seveso.
Non esistono corsi d'acqua nel territorio comunale; i più vicini sono il Lambro a est (in territorio di Carate Brianza e Albiate) il Seveso (nei comuni di Seveso e Cesano) e il torrente Certesa (Tarò) a Meda, Seveso e Cesano dove confluisce nel fiume Seveso.

### Clima
Il territorio seregnese ha un clima in tutto simile a quello del resto dell'alto milanese, caratteristico della fascia di alta pianura padana; è caratterizzato da inverni moderatamente freddi (medie di circa 2 °C in gennaio) ed estati calde (medie di circa 22 °C in luglio), con precipitazioni discretamente abbondanti (circa 1.200 mm annui) con massimi autunnali e primaverili e minimi invernali.
La classificazione climatica dei comuni italiani colloca Seregno nella zona E con 2482 gradi giorno.

## Origini del nome
Nel corso del tempo sono state effettuate diverse supposizioni riguardo all'origine del nome Seregno. Nei documenti antichi il nome della città viene citato come Serenum, Serenium, Seregnum, Seregnium, Siregno e Serigno. Sembrerebbe che il toponimo Seregno derivi da Serena, figlia di Onorio detto di Spagna (fratello a sua volta dell'imperatore Teodosio I) e che fu moglie del generale Stilicone, vissuta nel V secolo.

## Storia
Un'eventuale origine romana di Seregno è stata dibattuta, anche considerando l'intensa impronta che Roma lasciò nella zona fin dai tempi della conquista avvenuta nel corso del II secolo a.C. e alla luce dei ritrovamenti, in territorio seregnese, di alcuni manufatti romani (una piccola urna cineraria, una moneta coniata sotto Lucio Vero, tracce di acciottolato romano o di centuriazione delle campagne circostanti); tuttavia, data la mancanza di riscontri in merito, si tende a escludere quest'ipotesi e a datare l'origine della città all'età tardo-antica o all'alto medioevo. Da Seregnium, nome latino di Seregno, passavano la via Mediolanum-Bellasium, che metteva in comunicazione Milano con Bellagio, e la via Regina, strada romana che collegava il porto fluviale di Cremona con Chiavenna passando da Milano.
Il primo documento che citi Seregno risale al 1087: è un atto con il quale Pietro da Seregno cede parte dei beni da lui posseduti alla canonica di Sant’Ambrogio di Milano, da cui si attendeva aiuto e protezione. Si può tuttavia ipotizzare l'esistenza di un centro del villaggio attivo già in età romana ma le notizie sono lacunose, e non esistono documenti certi. I documenti di questo secolo e del successivo si riferiscono a Seregno con il termine di locus, definendolo così come un insediamento agricolo analogo alla grande maggioranza degli insediamenti della zona. Il locus di Seregno, in quel tempo, era come molti altri abitati posto sotto qualche autorità superiore, che nel caso di Seregno poteva essere la Chiesa o la Città di Milano. Nell'aprile 1138, il locus di Serennio passò dall'autorità religiosa e politica del monastero di San Simpliciano a Milano a quella del monastero di San Vittore a Meda (poi divenuto villa Antona Traversi). Una cronaca dei primi anni del XIII secolo (precisamente del 12 ottobre 1206) cita Seregno come un borgo, indicando in questo modo un certo sviluppo demografico ed economico dell'insediamento e la formazione di un embrione di ceto imprenditoriale composto da artigiani, mercanti e proprietari terrieri.
Più tardi, nel corso del XIII secolo, Seregno si viene a trovare sotto la contemporanea influenza del monastero di San Vittore di Meda e del potente Ducato di Milano, che si manifestava in una serie di espropri e successive restituzioni di terre, come accaduto per le terre situate nel quartiere del Ceredo. Il borgo entra inoltre nelle lotte di potere che, in quel periodo, opponevano i Della Torre ai Visconti. Negli anni fra la fine del XIII e l'inizio del XIV secolo la contesa per il possesso della signoria di Milano volge a favore dei Visconti, dapprima con Ottone, poi, definitivamente, con Matteo I. In questo periodo il borgo di Seregno era diviso in una parte alta e una parte bassa, nelle quali sorgevano due chiese, una per parte, dedicate rispettivamente a San Vittore e a Sant'Ambrogio. Questa situazione, prolungatasi nei secoli, avrebbe condotto a una sostanziale separazione di natura sociale e culturale, oltre che fiscale, che sarebbe stata risolta con metodi spicci solo nel '700 con la demolizione di entrambe le chiese e la loro sostituzione con un'unica chiesa (la basilica di San Giuseppe) che unificasse i cittadini seregnesi. Il primo Consiglio comunale fu eletto nel 1821.

### Simboli
Lo stemma comunale è stato riconosciuto con decreto del capo del governo del 16 maggio 1931 ed era presente a pagina 324 del volume I dello Stemmario di Marco Cremosano del XVII secolo, relativo alla "Comunità di Seregno".
La sua blasonatura è così descritta:
Il gonfalone, concesso con D.P.R. del 14 agosto 1964, è un drappo di bianco.
La bandiera municipale, concessa con D.P.R. dell'11 settembre 2001, è un drappo di azzurro con una banda d'argento caricata di tre stelle di otto raggi d'oro.

## Monumenti e luoghi d'interesse

### Architetture religiose

#### Basilica collegiata di San Giuseppe

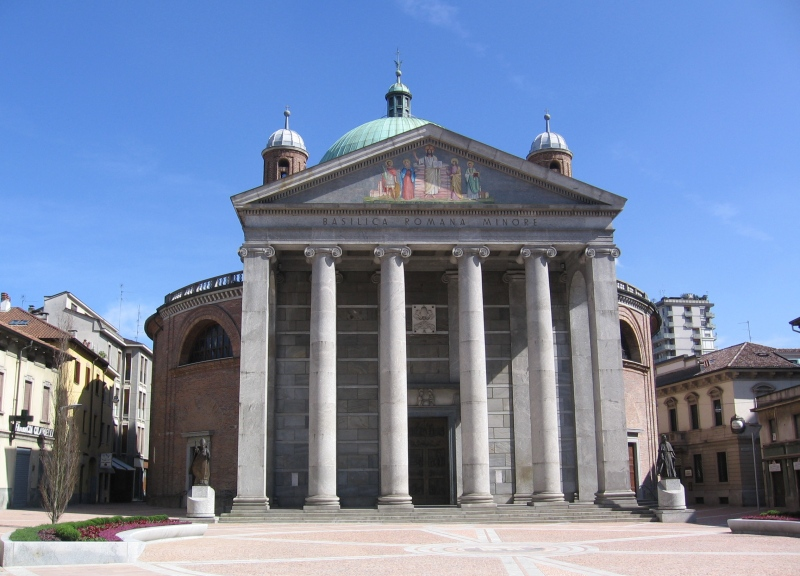
La basilica di San Giuseppe.

La basilica collegiata di San Giuseppe è la chiesa più importante della città ed è situata nel pieno centro cittadino. Le sue
origini risalgono alla seconda metà del secolo XVIII, ai tempi della dominazione austriaca, quando il governo, d'accordo con l'allora arcivescovo di Milano, il cardinale Giuseppe Pozzobonelli, decise l'abbattimento delle due chiese parrocchiali preesistenti (San Vittore e Sant'Ambrogio) e l'erezione di un'unica chiesa parrocchiale da dedicare a San Giuseppe.
La nuova chiesa fu inaugurata nel 1781, dopo dodici anni di lavori e l'abbandono del primo progetto ad opera dell'architetto Ermenegildo Pini. Nel settembre del 1881, quando Seregno era sede del patriarca Paolo Angelo Ballerini, la chiesa ricevette la dedicazione, mentre nel marzo del 1925 venne elevata alla dignità di collegiata. L'11 maggio del 1981, due secoli dopo la sua inaugurazione, la collegiata di San Giuseppe veniva elevata alla dignità di basilica minore da parte di papa Giovanni Paolo II, che la visitò due anni dopo durante una sua visita a Seregno.

#### Santuario della Madonna di Santa Valeria

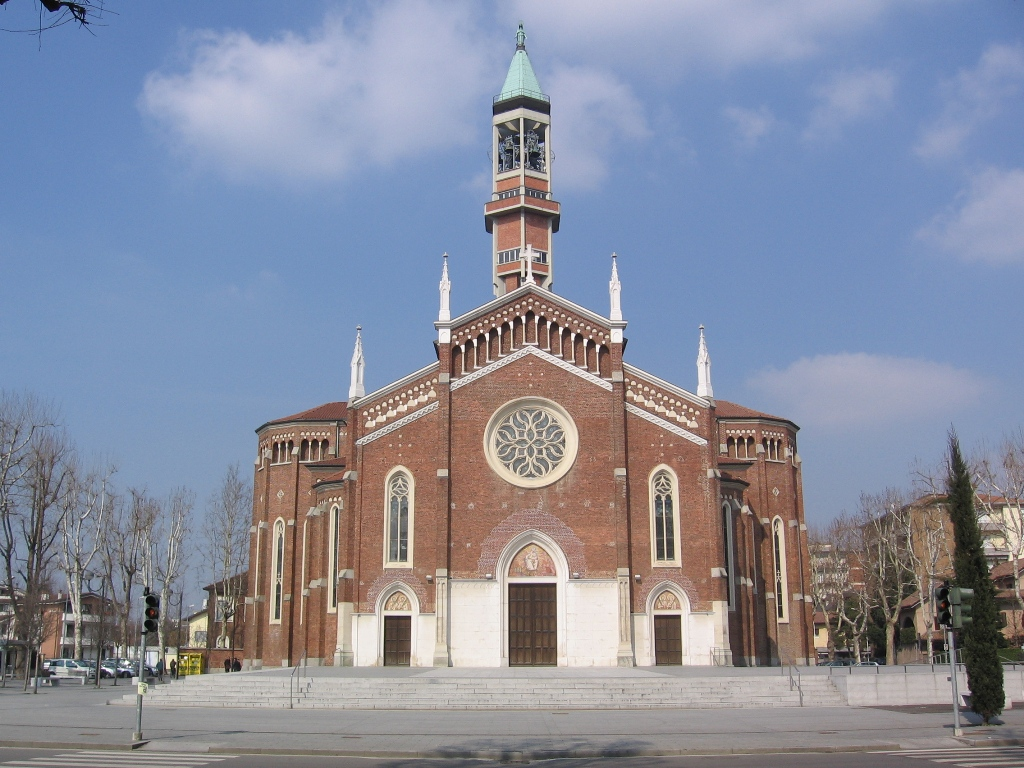
Il santuario di Santa Valeria.

Il santuario è costruito in stile neogotico, a croce latina con tre navate; la superficie totale è di circa 1.000 metri quadrati. È situato nell'omonimo quartiere, in fondo a un viale alberato che prende proprio il nome di viale Santuario.
Sul sito è attestata da vari documenti la presenza di luoghi dedicati al culto fin dal XII secolo, sebbene i riferimenti siano piuttosto nebulosi e difficilmente interpretabili. In seguito a una sua visita nel 1579, Carlo Borromeo, allora vescovo di Milano, riferì di un piccolo santuario ormai diroccato, tanto che ne ordinò la demolizione che venne tuttavia effettuata solo nel 1650 allorquando si iniziò la costruzione di un nuovo santuario, che venne inaugurato solo tre anni più tardi.
Il XIX secolo vide una serie di interventi volti al miglioramento e all'abbellimento del santuario: nel 1806 venne dotato di un nuovo organo; nel 1839 vennero realizzati degli importanti affreschi, mentre nel 1841 venne rinnovato l'altare della cappella maggiore. Nel 1862 o nel 1865 l'edificio venne ampliato, con la costruzione di una cappelletta laterale dedicata ai santi Vitale e Valeria.
Già verso la fine del secolo si fece strada l'idea di un ampliamento del santuario, considerato il sempre elevato afflusso di fedeli. Già nel 1888 Luigi Mantegazza redasse una bozza di progetto di ingrandimento; nel 1906 il cardinal Ferrari approvava una commissione incaricata di studiare un progetto in questo senso, ma l'allontanamento di monsignor Minoretti da Seregno ne bloccò nuovamente la prosecuzione; una terza proposta, elaborata nel 1919 da Ambrogio Silva, non trovò seguito; finalmente, nel 1922, l'ingegnere e monsignore Spirito Maria Chiappetta venne incaricato di mettere a punto il progetto definitivo. Il 1º ottobre di quell'anno venne posta la prima pietra ad opera di monsignor Minoretti; il 29 settembre 1930 avvenne la consacrazione ad opera del cardinale Ildefonso Schuster.
Risale al 1965, infine, la costruzione e l'inaugurazione del campanile, che con 81 metri di altezza è il più alto della Provincia di Monza e Brianza, nonché fra i più alti d'Italia. La torre è a base esagonale, la struttura portante è realizzata in cemento armato, innervandosi su sei costoloni disposti radialmente nei vertici del poligono e collegati da travi, il tutto rivestito in laterizi. Il pinnacolo presenta una struttura in acciaio, rivestita in rame: la cella ospita un concerto di sei campane in scala di Sol2 maggiore crescente grave, fuso nel 1965 dalla fonderia Fratelli Ottolina, che aveva sede proprio a Seregno. La campana maggiore raggiunge i 3500 kg di peso. Poco sotto la cella vi è un terrazzo panoramico, raggiungibile in ascensore o percorrendo 300 scalini
Il campanile ha subito vari interventi di restauro nel corso degli anni: nel 1980 sono state posate nuove vetrate ed è stato rifatto l'impianto elettrico dell'ascensore, nel 1997 venne attuato un intervento protettivo alle armature in acciaio e il ripristino delle parti di calcestruzzo deteriorate (previa posa di un ponteggio continuo che si estendeva dal terrazzo panoramico fino alla sommità), nel 1999 venne sistemato il terrazzo panoramico sulla sommità. Un intervento più corposo si è reso necessario nel 2024, dal momento che la torre evidenziava diffusi ammaloramenti: in tale occasione si è proceduto anche alla calata a terra delle campane, per permettere il restauro e il rinnovamento delle parti elettromeccaniche che ne consentono il movimento. I restauri sono terminati nel dicembre dello stesso anno.

#### Abbazia dei Monaci Olivetani di San Benedetto

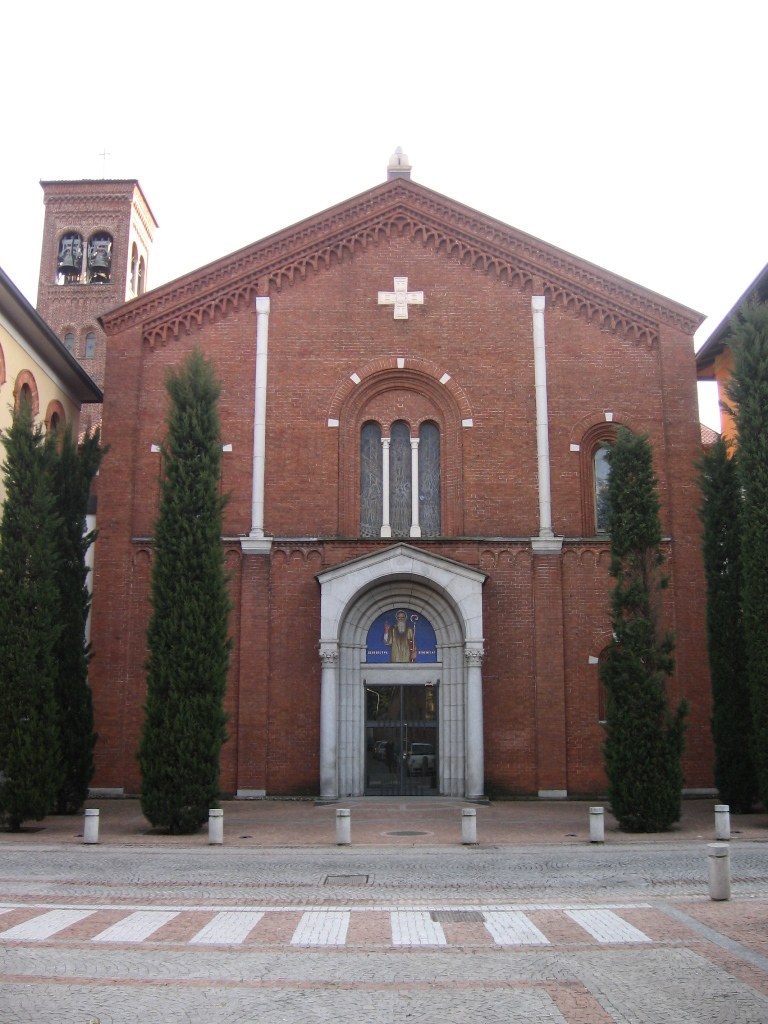
La chiesa dell'abbazia di San Benedetto.

La storia dell'abbazia di San Benedetto dei monaci benedettini di Monte Oliveto ha inizio nel 1884, quando venne invitato a Seregno il primo monaco olivetano.
Il terreno dove fu eretta l'abbazia venne acquistato nel 1886; subito dopo venne incominciata la costruzione della chiesa, che venne poi completata nel maggio 1892. La chiesa venne consacrata il 23 ottobre 1895 dal cardinale Andrea Ferrari, allora arcivescovo di Milano.
L'edificio verrà poi ampliato nel 1931 su disegno dell'architetto Ottavio Cabiati.

#### Oratorio dei Santi Rocco e Sebastiano

L'oratorio dei Santi Rocco e Sebastiano.

L'oratorio dei Santi Rocco e Sebastiano è situato all'incrocio tra le vie Cavour e San Rocco; accanto a esso sorge il complesso dell'oratorio e l'omonimo teatro, uno dei più importanti di Seregno.
È la chiesa più antica della città, dal momento che risale al 1577; la sua costruzione fu decisa dal cardinale Carlo Borromeo, all'epoca arcivescovo di Milano, come segno tangibile della devozione dei seregnesi per i santi Rocco e Sebastiano, invocati durante l'epidemia di peste del 1576.
La chiesa assunse fu completata solo nel 1601, con la costruzione del campanile; all'interno, conserva affreschi ad opera del pittore Gabrio Bossi. In tempi successivi, la chiesa fu interessata da restauri nel 1997, sotto la direzione dell'architetto Pierfranco Bagarotti.

#### Altre chiese
Altri edifici legati al culto presenti in città sono:

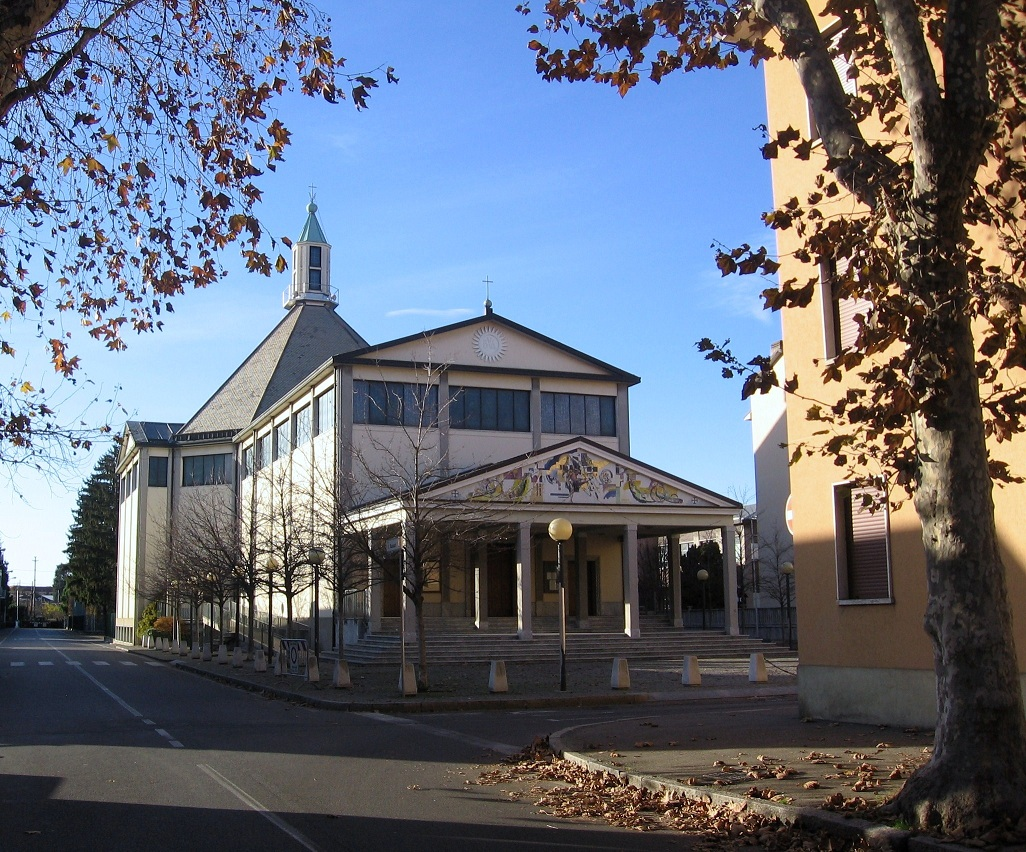
La chiesa parrocchiale della Beata Vergine Addolorata

- chiesa parrocchiale di Sant'Ambrogio: situata nell'omonimo quartiere, è costruita in stile moderno;
- chiesa parrocchiale della Beata Vergine Addolorata: situata nel quartiere Lazzaretto, è stata inaugurata nel 1962;

- chiesa parrocchiale di San Giovanni Bosco[20]: situata nel quartiere Ceredo e consacrata nel 1964, è la chiesa più moderna della città;
- chiesa parrocchiale di San Carlo;
- Santuario della Madonna dei Vignoli;
- chiesetta di San Salvatore;
- chiesa di Maria Ausiliatrice;
- monastero delle Adoratrici Perpetue;
- cappella di Maria Santissima Immacolata (Fraternità Sacerdotale San Pio X).

### Architetture civili

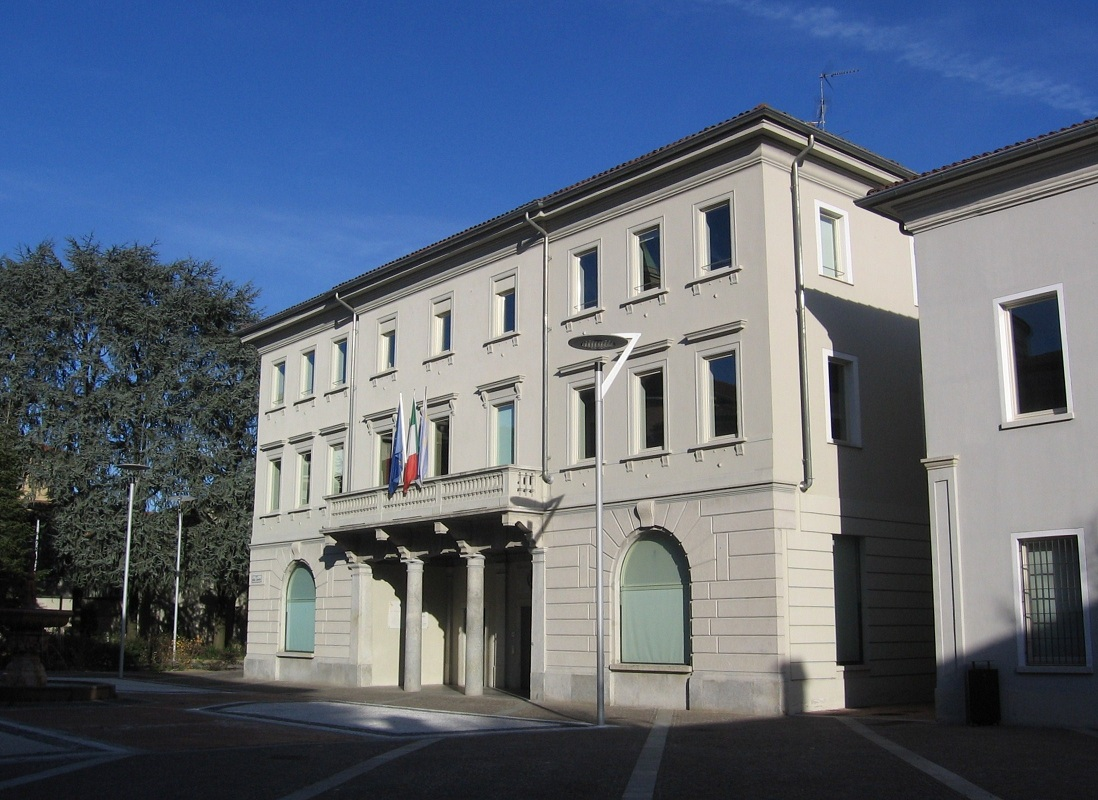
Palazzo Municipale, anno di costruzione 1863.

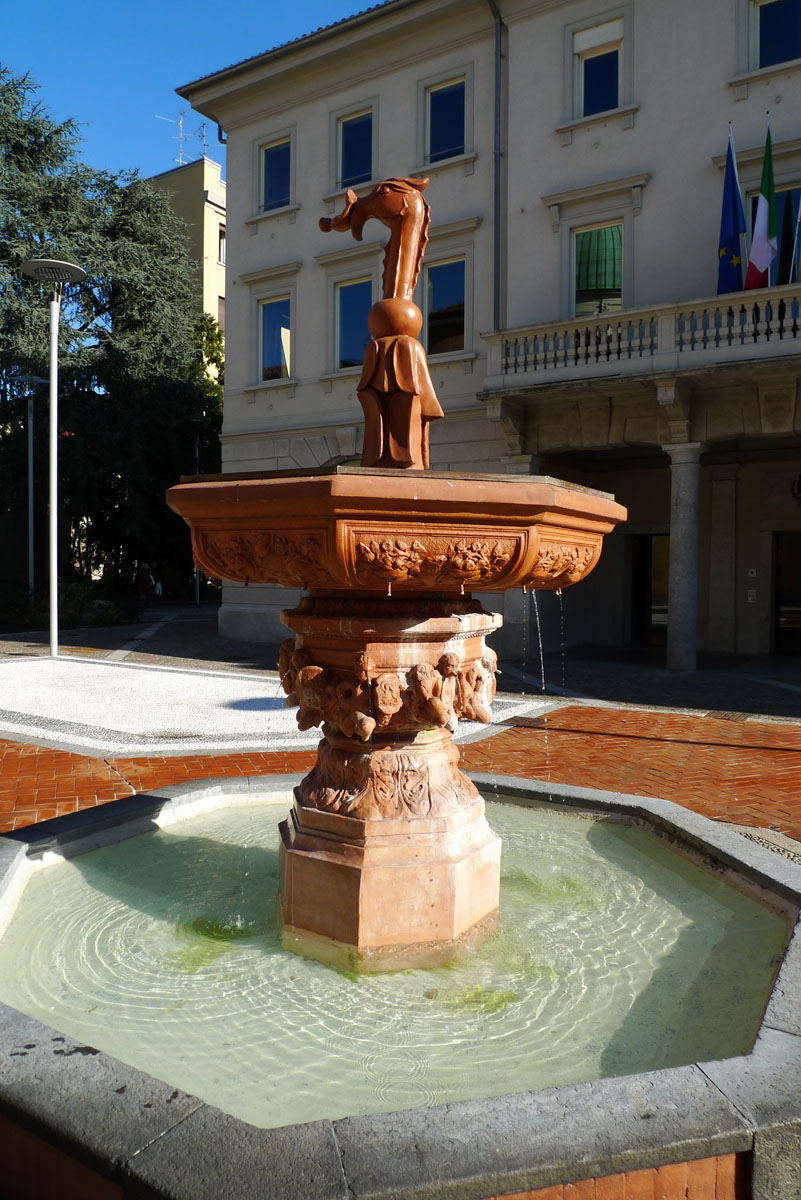
La fontana del mangiabagaj.

#### Villa Silva
Chiamata anche impropriamente villa Odescalchi-Silva, si trova nella zona centrale della città, in piazza Italia, affacciandosi a sud sulla zona verde del parco "XXV Aprile". Le prime citazioni storiche relative alla villa risalgono alla prima metà del XVII secolo, quando era di proprietà di Ottavio dell'Orto; dopo altri passaggi pervenne nel 1659 ai Parravicini, importanti banchieri di origine comasca. Successivamente appartenne al Conte Giovanni Della Porta e, dal 1765, ai Formenti. Alla fine dell'800 fu acquistata dai Silva.

#### Palazzo Municipale
Si trova nel centro storico, fra la piazza Martiri della Libertà e la piazza Risorgimento. L'edificio risale al 1863 e fu costruito su un'area appartenente ai Caponaghi. Sul progetto iniziale di Ettore Seves, il palazzo venne modificato in corso d'opera; previsto di due piani fuori terra e ritenuto di dimensioni troppo modeste, venne rialzato di un piano. Numerosi furono gli interventi di sistemazione effettuati nel corso degli anni: nel 1928 vennero aggiunte la balconata e le finestre; di qualche anno più tardi è l'ampliamento verso via San Giovanni Bosco. Già sede comunale, ha subito una ristrutturazione partita nel 2001.
Nella piazza antistante il palazzo si trova la copia di una fontana (l'originale del XV sec., ora utilizzata come acquasantiera, si trova a Bellinzona nel canton Ticino) nota come funtana del mangiabagaj (fontana del mangia bambini) dal momento che portava come ornamento un biscione, simbolo visconteo, rimosso durante una delle ristrutturazioni della piazza. Nel 2009 il biscione, seppur diverso da quello originale, venne reinstallato. Le decorazioni della fontana, purtroppo molto rovinate, raffigurano le più note "imprese" viscontee e sforzesche dei duchi di Milano.

#### Palazzo Medici da Seregno
Camminando lungo via Cavour, precisamente al civico 25 tra vicolo delle Rose e vicolo degli Orti, si presenta un maestoso palazzo di tre piani che ostenta con eleganza il caduceo sulla volta in pietra del suo portone d’ingresso. Il caduceo, raffigurante un bastone con due serpenti attorcigliati sormontato da due ali spiegate, costituiva il simbolo di Mercurio, il protettore non solo degli ambasciatori ma anche dei mercanti, due professioni storicamente abbracciate dalla famiglia Medici da Seregno.
Prima del 1861, questa via era conosciuta come Contrada della Serbugia. La modifica del nome, insieme ad altre vie e piazze, avvenne grazie all'Ordinato della Giunta Municipale N.° 277 dell'11 marzo 1861, motivato dalla volontà di "conservare i cari nomi degli autori che maggiormente contribuirono o col senno o colla mano alla redenzione ed unificazione dell’Italia". Il cambio di denominazione divenne operativo dal 14 marzo 1861, "giorno Natalizio di S. M. l’amatissimo Nostro Sovrano Vittorio Emanuele."
Un inventario datato 1575 descrive la Casa da Nobile dei Medici, con un giardino e una colombara, estendendosi su tre lati della strada, e affacciandosi a nord su due case da massaro anch'esse di loro proprietà. A quel tempo, i possedimenti medicei a Seregno comprendevano altre due case da massaro con giardino e circa 65 ettari di terre coltivabili. Circa cinquant'anni dopo, nel 1623 o 1624, sembra che una parte della casa da nobile sia stata affittata, probabilmente a un prezzo agevolato, a Dionisio Arconate, procuratore seregnese dei Medici. Un secondo atto di divisione, datato 1736, fornisce una descrizione più dettagliata delle proprietà a Seregno. Queste includevano la "Casa da Nobile" in Contrada della Serbugia (poi via Cavour), con vari terreni e relativi edifici, una cantina, una stalla, una corte, una cassina, un giardino murato, una porta, una cisterna e altre pertinenze.
Nel 1811, il legame tra la famiglia Medici da Seregno e la comunità si consolidò quando Giuseppe Medici fu nominato membro del consiglio comunale dal Viceré d'Italia, Eugenio Napoleone. Tuttavia, pochi anni dopo, i beni medicei furono venduti. Secondo un articolo del Foglio d'Annunzj della Gazzetta di Milano del 22 aprile 1824, la casa da nobile, insieme alle case vicino a vicolo delle Rose e gli orti e i giardini annessi, passarono a Giuseppe Antonio Trabattoni a seguito di un'asta per i debiti che gravavano su di lui. Tuttavia, sembra che l'asta non abbia coinvolto l'edificio principale, dal momento che nel 1838 risultava ancora di proprietà di Giuseppe Trabattoni.
Nel 1920, l'edificio fu acquistato e divenne la sede del Circolo San Giuseppe.

#### Torre del Barbarossa

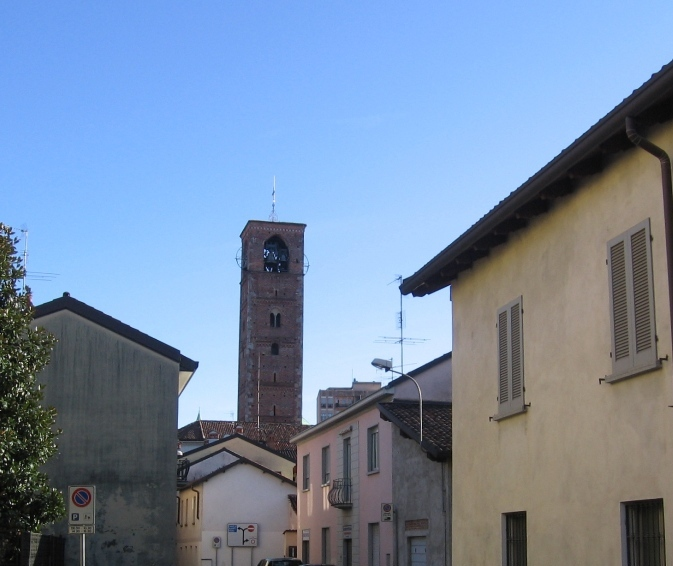
La Torre del Barbarossa vista da via Santino De Nova.

La Torre del Barbarossa è una torre campanaria situata nel centro storico cittadino, accanto all'abside dell'antica chiesa di San Vittore demolita prima della costruzione della Basilica di San Giuseppe; viene detta "del Barbarossa" dal momento che la leggenda (derivante forse dal suo stile guelfo) vuole che sia stata fatta costruire dall'imperatore Federico I detto Barbarossa per scopi di protezione del territorio brianteo.
In realtà sembra che la Torre del Barbarossa fosse il campanile della chiesa di San Vittore, la più antica di Seregno, costruita con uno stile romanico-gotico e attestata dalla fine del duecento. La prima testimonianza scritta dell'esistenza della Torre, tuttavia, risale al 1567. Nel XV secolo subì degli interventi ad opera di Francesco Sforza, durante la guerra per la conquista del potere a Milano. La Torre del Barbarossa conteneva infatti uno dei campanoni di Brianza, utilizzati per la comunicazione di messaggi di emergenza ad altri campanili di tutto il territorio brianzolo.
La Torre del Barbarossa è dotata di nove campane nella tonalità di Labemolle2 maggiore grave realizzate dalla già citata Fonderia Ottolina nel 1930. Vengono utilizzate per concerti. La campana maggiore, sostituita nel 1988 dalla Fonderia Mazzola, raggiunge i 3810 kg di peso.

### Aree naturali

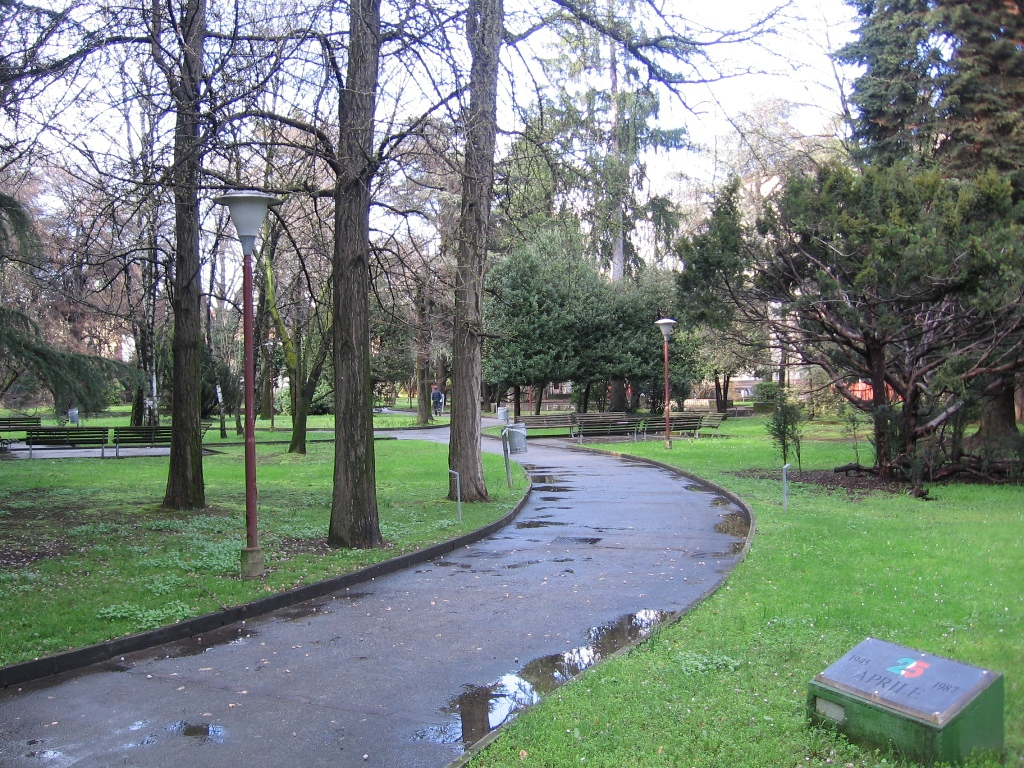
Scorcio del parco XXV Aprile.

La presenza più significativa è rappresentata dalle aree inserite nel Parco locale di interesse sovraccomunale GruBrìa con lo scopo di "definire una salvaguardia attiva del territorio inedificato... impedire processi di saldatura con i comuni contermini… contribuire ad una politica più generale di salvaguardia di spazi verdi alla grande scala in un luogo strategico di incontro, al centro di un sistema che comprende alcuni grandi parchi di interesse regionale (Groane, Alta Valle del Lambro, Brughiera Briantea)". 

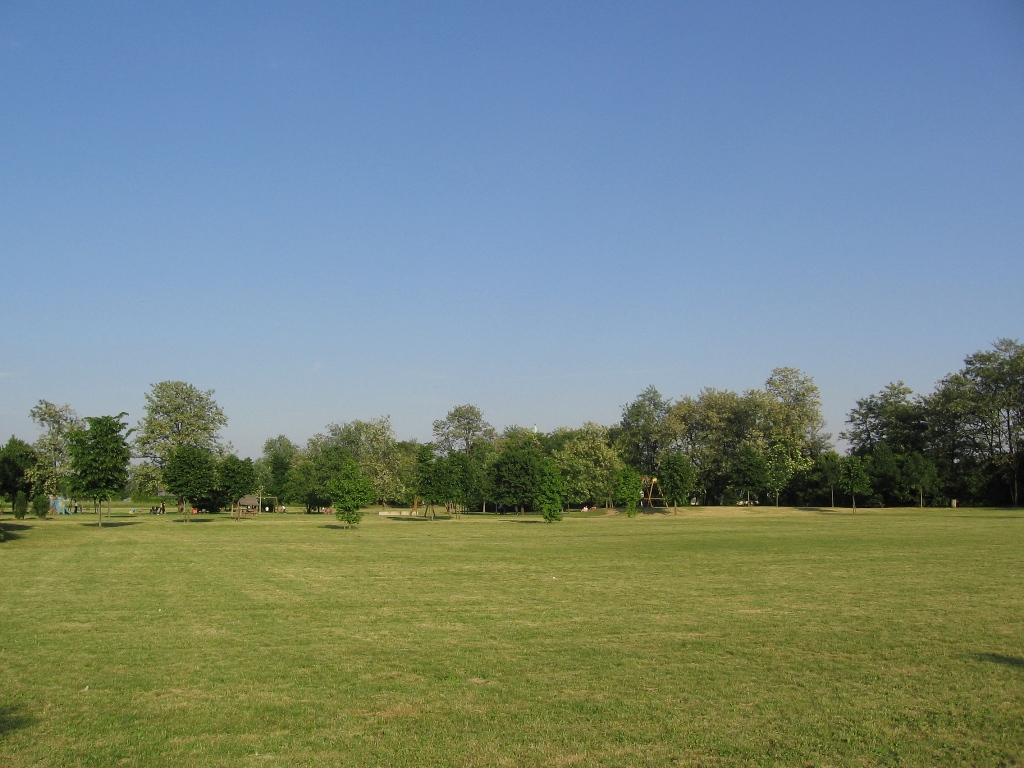
Il Parco 2 giugno, in località Porada.

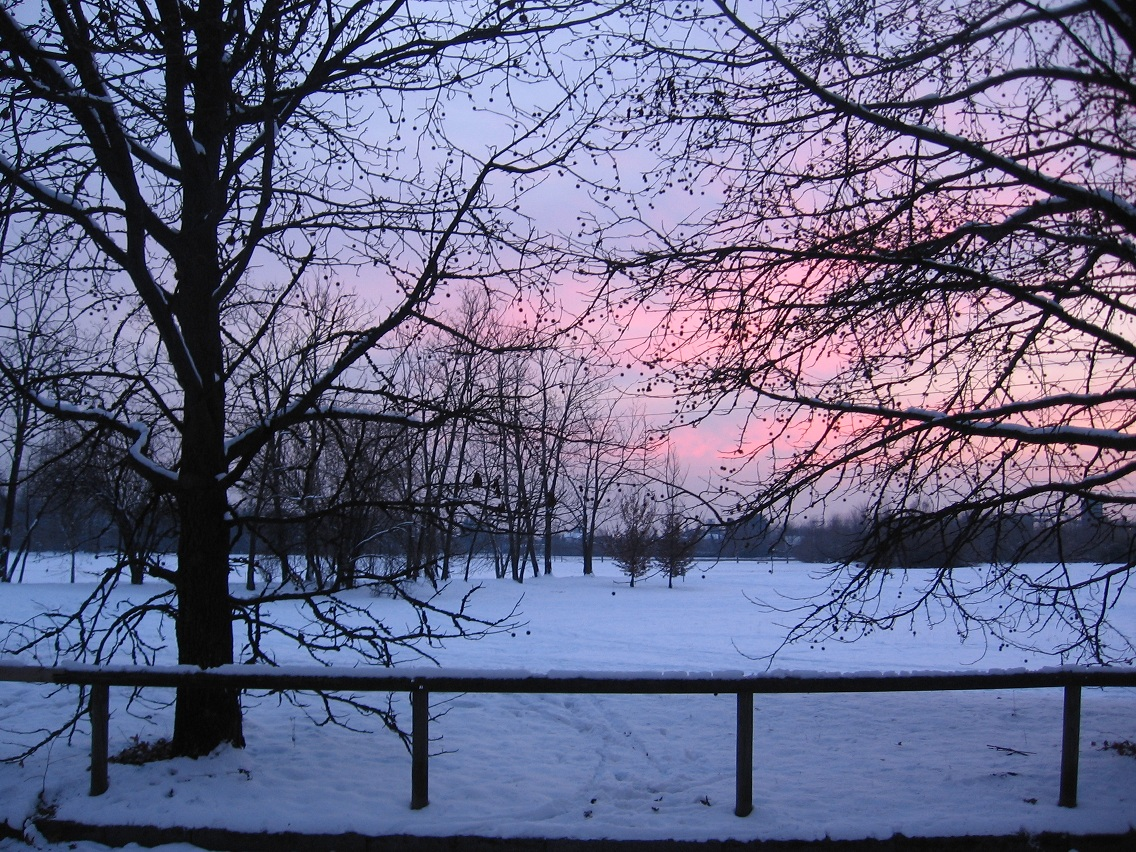
Il Parco 2 giugno in veste invernale.

Le aree protette erano precedentemente inserite nel PLIS Brianza Centrale occupavano una superficie di 385 ettari a corona della città di Seregno.
Dal 19 dicembre 2019 il Parco locale di interesse sovracomunale Grugnotorto Villoresi e Brianza Centrale (GruBrìa) è il risultato dell'aggregazione dei due precedenti PLIS; del Consorzio di gestione, oltre a Seregno, fanno parte Bovisio Masciago, Cinisello Balsamo, Cusano Milanino, Desio, Lissone, Muggiò, Nova Milanese, Paderno Dugnano e Varedo,
All'interno del territorio del Comune esistono alcuni parchi di un certo rilievo che si sommano alle piccolissime aree a verde sparse all'interno del tessuto urbano.
Di notevole interesse botanico è il parco XXV Aprile, situato in centro, aperto al pubblico nel 1979 dall'esproprio di un giardino privato, che presenta alberi secolari di numerose essenze.A Seregno, nella parte occidentale esistono due grandi aree fruibili dalla popolazione: il "Parco 2 Giugno" alla Porada e il Parco agricolo del Meredo.
Il Parco 2 giugno si presenta come un grande parco cittadino (oltre 50 ha) dove sono state realizzate piste ciclabili e pedonali, orti urbani e zone ricreative con tavoli di legno e giochi per bambini. Vi si alternano campi coltivati ed aree boschive, sia di tipo spontaneo che di impianto artificiale, dove è stato avvistato il gufo comune (Asio otus), a dimostrazione del fatto che la tutela delle aree verdi contribuisca alla protezione e alla diffusione della fauna selvatica.
L'area del Meredo si è preservata grazie al fatto di trovarsi incuneata tra due linee ferroviarie (la Seregno-Saronno-Novara e la Milano-Chiasso). Il Parco agricolo (oltre 70 ha), oggetto di piantumazioni di nuove superfici boscate, è occupato prevalentemente da campi e boschetti lineari di robinie e sambuchi e risulta fruibile grazie alle vecchie strade vicinali, ora trasformate in piste ciclo-pedonali con fondo in calcestre. Rilevante un esemplare isolato di farnia di grandi dimensioni, vicino a un piccolo bosco di carpini, nei pressi del quartiere Ceredo.
Più frammentarie e meno preservate le rimanenti aree del parco, situate soprattutto a nord (zona Orcelletto e via Briantina) e a est (zona Dosso) della città. Zone comunque importanti per la presenza, al di là del confine comunale, di ampie aree libere nei comuni di Carate Brianza, Albiate, Sovico, Macherio e Lissone che potrebbero essere inglobate nel PLIS e garantire un collegamento con il Parco Valle del Lambro. L'unione con gli altri comuni dell'ex Parco Grugnotorto Villoresi permetterà una migliore fruizione anche queste aree minori.

## Società

### Evoluzione demografica
- 3 000 nel 1751
- 3 418 nel 1771
- 3 224 nel 1805
- 3 592 nel 1809 dopo annessione di Cassina Savina
- 4 361 nel 1811 dopo annessione di Cassina Aliprandi e Paina
- 4 958 nel 1853

Abitanti censiti

### Etnie e minoranze straniere
Al 31 dicembre 2023 la popolazione straniera era di 3.759 abitanti, pari al 7,76% della popolazione.

### Tradizioni e folclore
La santa patrona della città è Santa Valeria festeggiata l'ultimo lunedì di aprile. In occasione della ricorrenza viene organizzata una grande fiera che si snoda per le vie dell'omonimo quartiere.

## Cultura

### Biblioteche

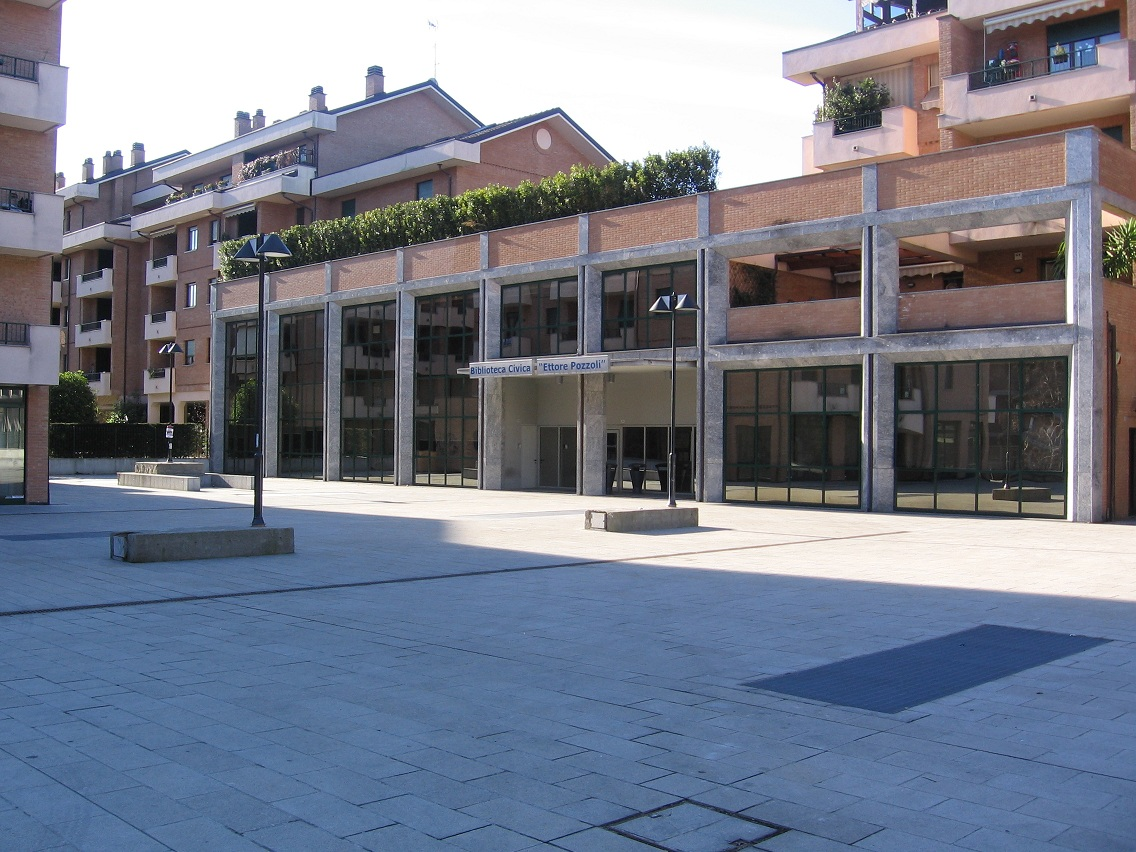
La biblioteca civica Ettore Pozzoli, in piazza monsignor Gandini.

Seregno è dotata di una biblioteca civica, intitolata a Ettore Pozzoli, situata in piazza monsignor Gandini; fa parte del sistema bibliotecario BrianzaBiblioteche.

### Musica

#### Concorso Pianistico Internazionale Ettore Pozzoli
Aperto a giovani pianisti di tutto il mondo, si tiene con cadenza biennale. Fondato nel 1959 dalla vedova del maestro Ettore Pozzoli, Gina Gambini, ha accolto oltre 1500 concorrenti, perlopiù non italiani. Nell'albo dei vincitori spicca il nome di Maurizio Pollini, che si aggiudicò la prima edizione del 1959.

#### Coro il Rifugio
Fondato a Seregno nel 1966, presenta un repertorio è formato da canti popolari d'autore di vario genere, con una attenzione particolare ai canti della Brianza e della Lombardia.

## Geografia antropica

### Urbanistica

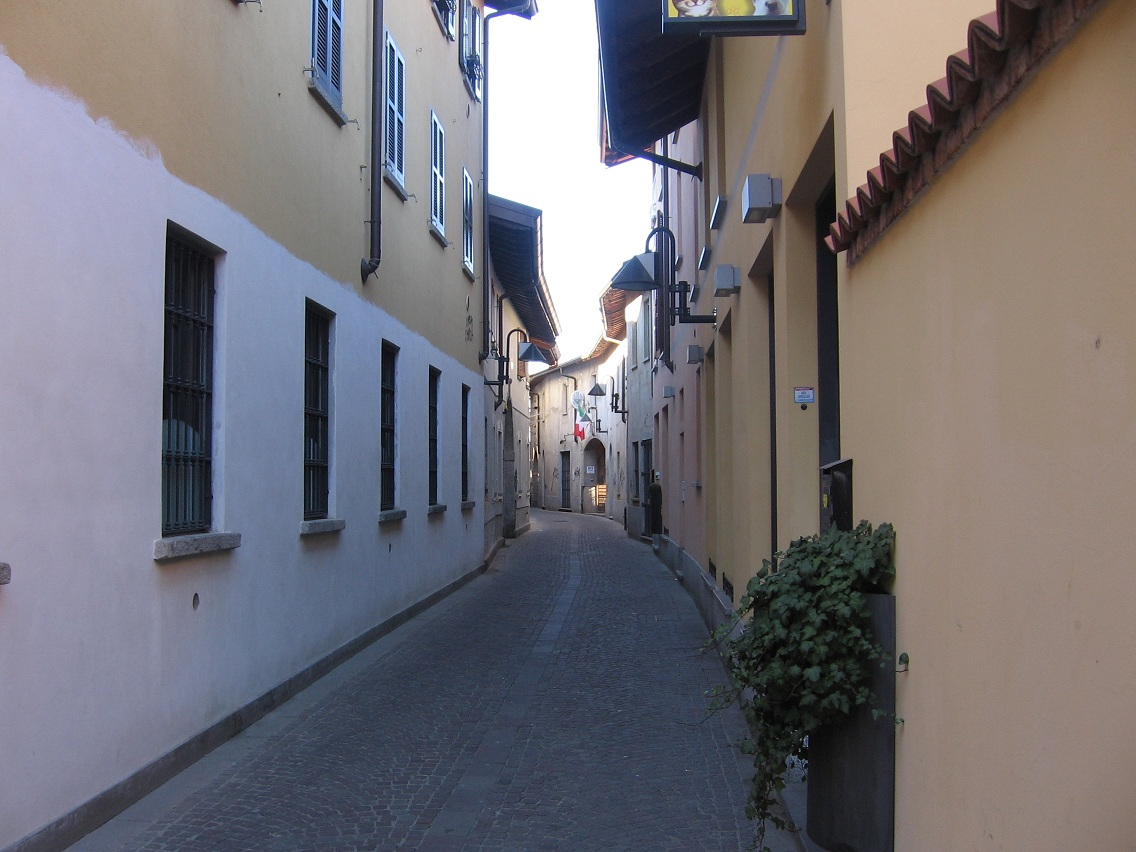
La borgata del Pumiroeu.

Seregno è caratterizzata da un centro storico particolarmente esteso ed omogeneo nella sua struttura; le abitazioni sono costituite da palazzi signorili o da cortili promiscui con un'altezza media di due, tre piani. Peraltro non mancano, accanto a questi ultimi, palazzi di moderna realizzazione svettanti sino a 15 piani (torre dei giardini e torre della stazione).
Nel centro storico è ubicato il nucleo antico di Seregno, il cuore della città, costituito da una serie di vicoli appartenenti a diverse borgate distribuite nelle vicinanze dell'asse principale (corso del Popolo, via Trabattoni, via Verdi) e degli assi secondari (via Cavour, via Garibaldi, via Umberto I).

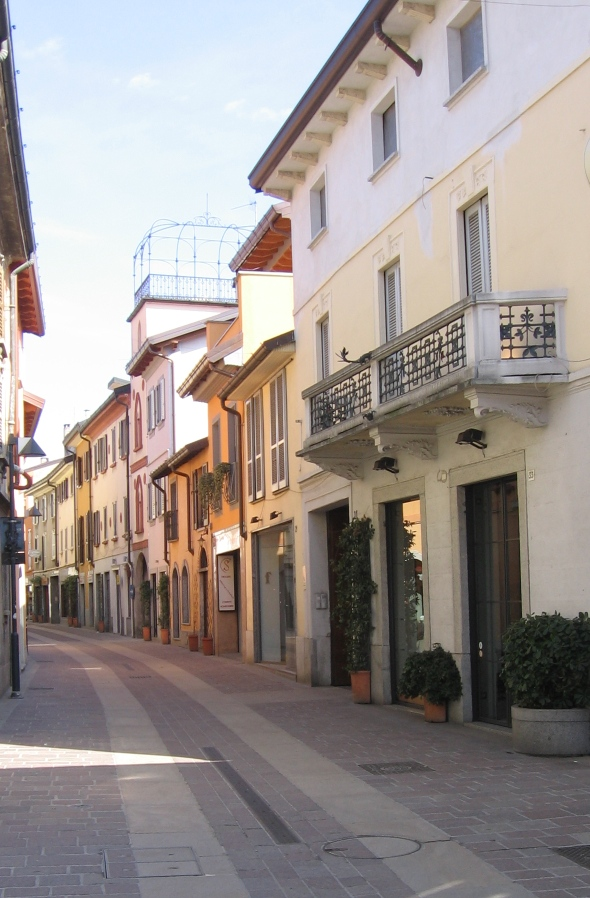
Scorcio di via Garibaldi.

Dal centro storico alla circonvallazione si estendono invece le aree di sviluppo ottocentesco della città, formato prevalentemente da isolati di due piani nei quali oltre alle abitazioni erano spesso situate le attività artigianali legate alla produzione del mobile.

### Borgate e località
Le principali borgate del centro storico sono:
- Pomiroeu (Pomirolo), poi via Leonardo da Vinci: anticamente ospitava le carceri.
- Burghesàn;
- Serbügia, poi via Cavour;
- Puzuràn (Pozzo), poi largo San Vittore: vi si trovava il pozzo più antico di Seregno, ancora visibile e le sembianze dell'antica chiesa di San Vittore.
- Vignoeu (Vignoli), poi via Santino De Nova e via Vignoli: ospitava una vasta vigna ed un capitello votivo dedicato alla Madonna, poi divenuto Santuario della Madonna dei Vignoli; al suo fianco sorge la scuola materna più antica di Seregno, "Santino De Nova", la quale conserva preziosamente, al suo interno, rami della storica vigna.

Le principali località, presenti anche oltre il centro storico, sono:
- Ca' Storta (Casa Storta);
- Fort di Och;
- Pozzone[36] (nord est): è presente il suggestivo complesso della cascina con annessa chiesetta di Sant'Anna;
- Quattro Strade (centro est);
- Meredo[37] (sud ovest): ospita i boschi di San Pietro, grande patrimonio verde;
- Dosso[38] (est): presenza di numerose cascine;
- Porada (nord ovest): centro natatorio e palazzetto dello sport "PalaPorada";
- Polo Nord (nord est): accanto all'antica cascina sorge il complesso scolastico "Primo Levi" e "Martino Bassi".

### Quartieri

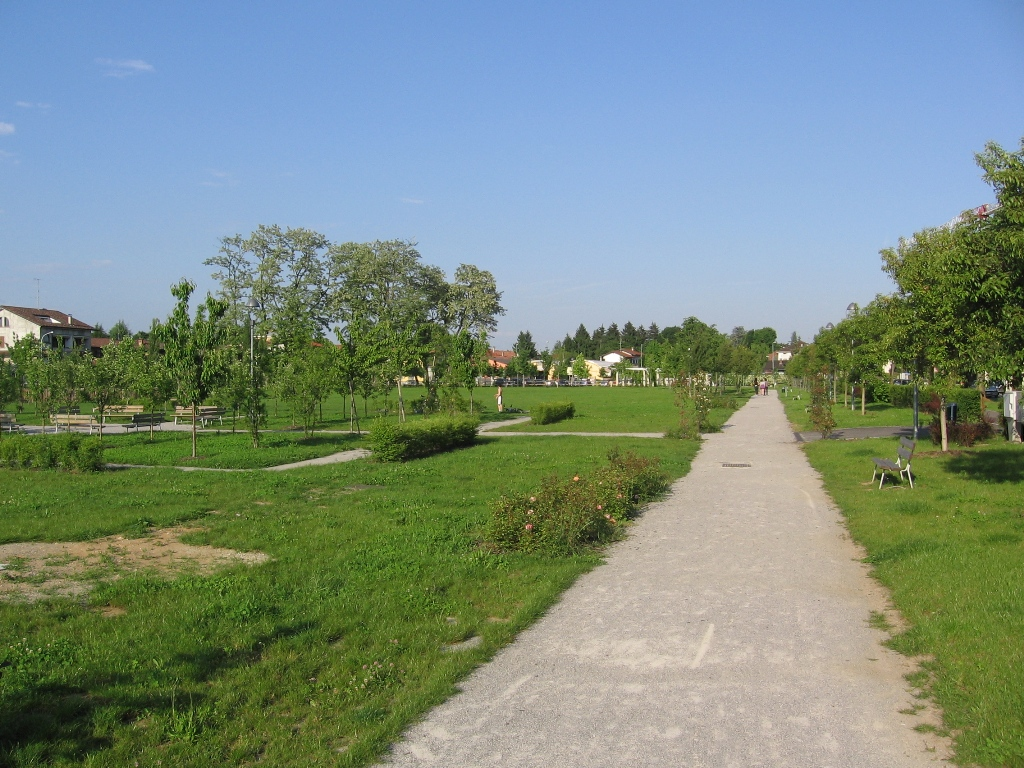
Scorcio del parco Giovanni Paolo II, nel quartiere Orcelletto.

Seregno presenta svariati quartieri e zone, alcuni come risultato dell'evoluzione di antiche cascine, altri di più recente sviluppo urbanistico:
- San Rocco (centro): presenza dell'antico oratorio dei Santi Rocco e Sebastiano e del prestigioso teatro e cinema San Rocco;
- Santa Valeria (centro ovest): presenza del rinomato santuario della Madonna di Santa Valeria; Quartiere residenziale. È a sua volta diviso in quattro rioni: Ca' Storta, Cruseta, Numer 2[40] e Riun.
- Centro: il centro cittadino;
- Ceredo[41][42]: sorge nella parte occidentale della città, ai confini con il Comune di Meda. Nel quartiere si estendono ampie zone di edilizia residenziale risalente agli anni settanta e ottanta; è inoltre rilevante la presenza del Parco GruBrìa, ampia area verde di interesse sovracomunale.
- Orcelletto (in Santa Valeria): situato nella parte nordoccidentale del territorio comunale, intorno alla via omonima, è un quartiere caratterizzato da un esteso sviluppo di zone residenziali tardo-novecentesche.
- Consonno: situato nella parte settentrionale della cittadina al confine con gli abitati di Paina (Giussano) è caratterizzato dalla presenza di ampie zone residenziali contemporanee. Il quartiere è attraversato dalla strada provinciale vecchia Valassina (Via Giuseppe Verdi). Nel quartiere sono presenti l'istituto Piccolo Cottolengo - opera Don Orione, il collegio arcivescovile Ballerini ma soprattutto le vecchie cisterne dell'acqua potabile, uno dei tanti simboli ancora presenti della "vecchia Seregno".
- Fuin: situato nella parte orientale della cittadina, è caratterizzato dalla presenza di ampie aree residenziali contemporanee che si affiancano ad aree artigianali e ad aree non edificate e incolte nelle vicinanze della SS 36 che passa per il quartiere. Vi si trova inoltre una cappella votiva della Madonna della Campagna;
- Sant'Ambrogio[43] (sud ovest): il quartiere più esteso, confina a sud con San Carlo e Desio, a nord ed est con la linea ferroviaria Milano-Chiasso, a ovest comprende il parco del Meredo;
- San Carlo[44] (sud): piccolo borgo, ospita l'oratorio di San Carlo ed una grande corte residenziale;
- Lazzaretto: situato nella zona sudorientale della città, ha una superficie di circa 0,6 km² (60 ha) e una popolazione di circa 3.000 abitanti.[45] Nel quartiere sono presenti zone residenziali intervallate da ampie aree dedicate alle attività artigianali o produttive, oltre che di alcune residue aree non edificate. Il territorio è attraversato dalla linea ferroviaria Seregno-Bergamo;
- San Giuseppe[46] (sud est): ospita ville di notevole prestigio;
- San Salvatore[38] (est): situato all'estremo est del paese, oltre la strada "Valassina";
- Crocione (Crusun, in Sant'Ambrogio): zona prevalentemente agricola fino alla prima guerra mondiale, ospita un quartiere di edilizia economica popolare edificato dall'ALER alla fine degli anni settanta. L'arrivo di numerose comunità di immigrati ha portato numerosi problemi di integrazione fra le varie comunità venute a sovrapporsi nel quartiere.[47] Nel quartiere è presente un capitello votivo, detto del Crusun.

## Economia
Seregno ha sempre avuto una vocazione a livello industriale, commerciale e artigianale, essendo crocevia per varie province e per la vicinanza al territorio elvetico. Nel XX secolo erano in attività molte trance sul territorio comunale, segno che la produzione del mobile era fiorente e di ottima qualità, ma con il passare del tempo al legno si sono sostituiti i prodotti tessili, chimici, meccanici, elettronici, informatici e della lavorazione della gomma. Sono circa 5000 le industrie e le imprese artigianali.

## Infrastrutture e trasporti

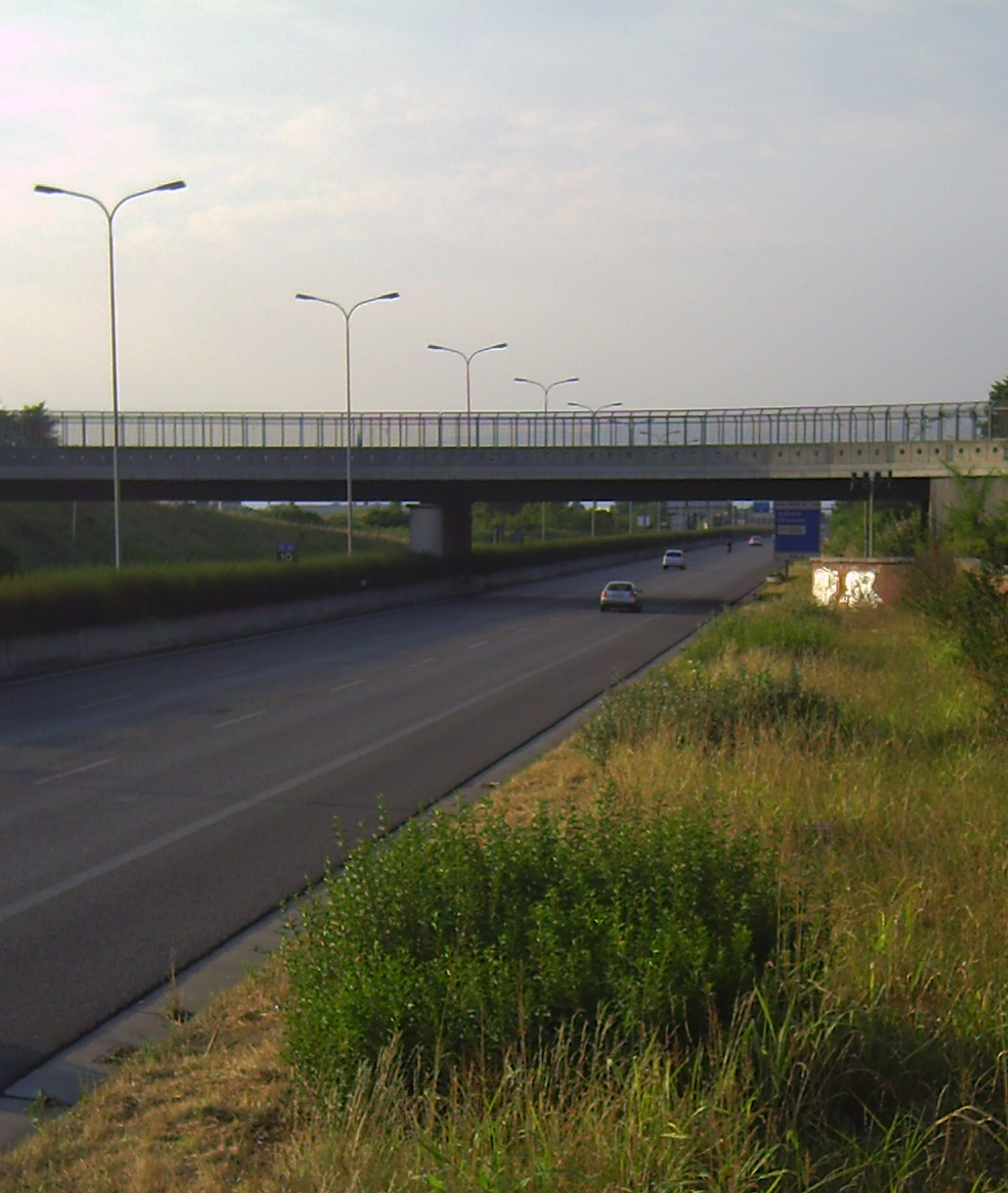
L'uscita di Seregno Nord sulla SS 36

### Strade
Seregno è lambita, nella sua parte est, dalla strada statale 36 del Lago di Como e dello Spluga detta anche Nuova Valassina.
Poco più ad ovest il tessuto urbano cittadino è attraversato dalla Strada Provinciale 9, detta Vecchia Valassina, che attraversa l'intero comune dal confine con Desio a quello con Giussano.

### Ferrovie

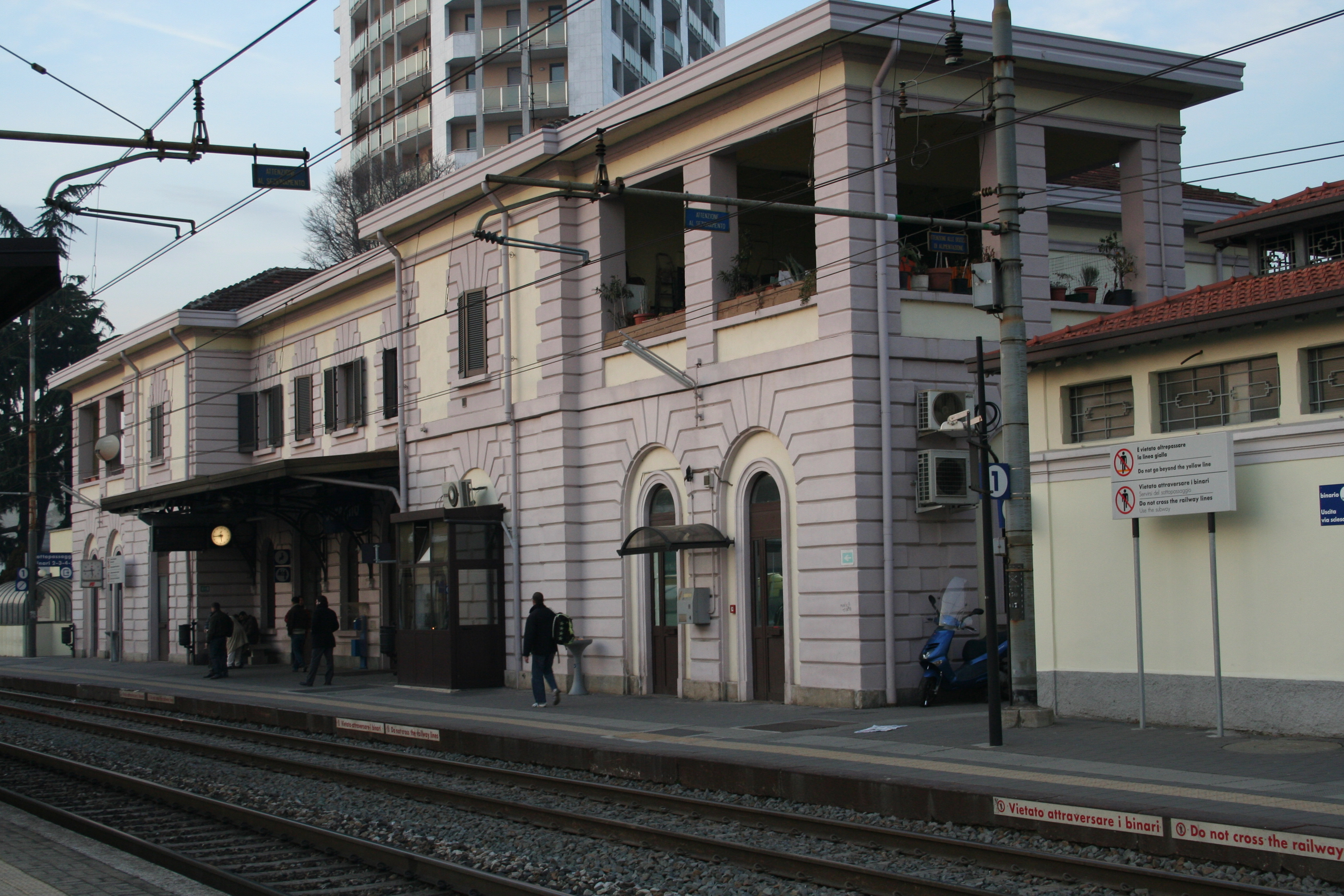
Stazione di Seregno

La stazione di Seregno è un nodo di interscambio della rete ferroviaria regionale: vi afferiscono le linee regionali Saronno–Seregno, Seregno–Bergamo e la direttrice internazionale Chiasso-Milano.
La stazione è servita dalle linee S9 e S11 del servizio ferroviario suburbano di Milano e dai treni regionali Seregno-Carnate Usmate, operati da Trenord nell'ambito del contratto di servizio stipulato con la Regione Lombardia, oltre che dai RegioExpress RE80 Locarno-Chiasso-Milano Centrale operati da TiLo.

### Tranvie
Nell'aprile 2023 sono stati avviati i lavori di costruzione della tranvia Milano-Seregno, che effettuerà capolinea presso la stazione di Seregno. La tranvia prevede complessivamente tre fermate nel territorio comunale di Seregno.
In passato, Seregno era servita da due tranvie interurbane, la Milano-Carate/Giussano e la Monza-Meda-Cantù.

### Trasporto urbano
Il servizio di trasporto pubblico urbano consiste di 2 linee di autobus, esercite dalla STIE.

## Amministrazione
| Periodo           | Periodo           | Primo cittadino              | Partito                                        | Carica                    | Note   |
| ----------------- | ----------------- | ---------------------------- | ---------------------------------------------- | ------------------------- | ------ |
| 6 dicembre 1993   | 6 giugno 1995     | Evita Bovolato               | Lega Nord                                      | sindaco                   | [ 51 ] |
| 6 giugno 1995     | 4 dicembre 1995   | Giuseppe Silva               |                                                | commissario straordinario |        |
| 4 dicembre 1995   | 5 aprile 2005     | Gianluigi Perego             | lista civica di centro-sinistra                | sindaco                   |        |
| 5 aprile 2005     | 16 giugno 2015    | Giacinto Mariani             | Il Popolo della Libertà Forza Italia Lega Nord | sindaco                   |        |
| 16 giugno 2015    | 28 settembre 2017 | Edoardo Mazza                | Forza Italia Lega Nord                         | sindaco                   | [ 52 ] |
| 28 settembre 2017 | 26 giugno 2018    | Antonio Cananà Giorgio Zanzi |                                                | commissario straordinario |        |
| 26 giugno 2018    | in carica         | Alberto Rossi                | coalizione di centro-sinistra                  | sindaco                   | [ 53 ] |

### Gemellaggi
Sant'Agata di Esaro

## Sport
La pratica sportiva a Seregno nasce il 31 agosto 1892 con la fondazione della Società Ginnastica da parte di Adolfo Martinoli e Carlo Pozzoli, quest'ultimo vicepresidente della Pro Patria di Milano, e collegata, oltre che con il sodalizio ambrosiano, anche con la Forti e Liberi di Monza. Tale Società Ginnastica si affilierà con il nome di "Labor" alla Federazione Ginnastica Nazionale Italiana (F.G.N.I) il 7 ottobre dello stesso anno.
La società più longeva operante sul territorio cittadino è la Salus Ginnastica (1902), seguita dal Seregno FBC (istituito nel 1913 e poi più volte rifondato), dalle sezioni civiche del Club Alpino Italiano (1922) e dell'Associazione Italiana Arbitri (1929).
Per alcuni tratti, a cavallo degli anni Novanta, toccò all’hockey su pista il ruolo di fiore all’occhiello dello sport seregnese.
Nel 1990 la squadra locale, sponsorizzata Mobilsigla, vince la Coppa Cers battendo in finale il Barcellona, nel 1991 diventa campione d'Italia regolando in quattro gare il Roller Monza e successivamente, nel 1992, raggiunge la finale di Coppa dei Campioni dove viene battuto dagli spagnoli del Liceo La Coruña perdendo 6-7 nel vetusto PalaStadio e impattando 2-2 in Galizia.
Molto attiva anche l’atletica leggera con Giulia Sportoletti (Atletica 5 Cerchi) che nel 2013 si laurea campionessa italiana di pentathlon con annesso record nazionale di categoria. In precedenza anche Massimo Santambrogio (SNIA Fibre), campione d’Italia Under 23 sui 1500 m nel 1995, e Roberta Sara Colombo (Atletica 2000) hanno avuto l’onore di vestire la canottiera della nazionale italiana rispettivamente negli 800 m e nel salto in lungo.

### Impianti sportivi
Il principale impianto sportivo della città è lo Stadio Ferruccio. La costruzione, nel tipico stile razionalista proprio dell'edilizia monumentale del ventennio fascista, fu commissionata nei primi anni 1930 da Umberto Trabattoni, allora presidente del Seregno, che lo dedicò al suo unico figlio maschio, Ferruccio, morto in giovane età. Inaugurato nel 1935, è stato oggetto di un'importante opera di restauro dal 2004 al 2009; la capienza totale degli spalti è di 2.000 posti numerati. Nei locali interni vi è la sede della sezione civica dell'Associazione Italiana Arbitri.
A Seregno sono presenti altri impianti sportivi, tra i quali il Centro Sportivo Seregnello (dove si allena il Seregno) e La Porada (inaugurato nel 1974 e dotato di una piscina olimpionica scoperta e due da 25 metri, una coperta e una scoperta, un campo da rugby, quattro campi da tennis, due coperti e due scoperti), il palazzetto dello sport polifunzionale "Enrico Somaschini" (inaugurato nel 2000 ed intitolato dal 2014 all'imprenditore ed ex presidente dell'Hockey Seregno).